# L6/40
Fiat L6/40 — італійський легкий танк часів Другої світової війни. Розроблено в 1936–1938 роках фірмою Fiat-Ansaldo. За час серійного випуску з 1939 по вересень 1943 роки вироблено 283 екземпляри. У бойові частини танк почав надходити тільки в середині 1942 року, але активно використовувався на всіх фронтах, де вели бої італійські війська. Після капітуляції Італії машини що залишалися були захоплені німецькими військами, за їх замовленням у 1944 році було вироблено ще 17 машин. Також деяка кількість L6/40 захопили югославські партизани, які використовували їх згодом у боях. Також ще кілька машин було захоплено радянськими військами під Сталінградом.

## Модифікації
- L6/40 — базова модифікація.
- L6/40 LF — вогнеметний танк, оснащений вогнеметом на місці гармати.

## Машини на базі L6/40

### Semovente da 47/32
Протитанкова САУ з 47-мм гарматою Model 47/32 у відкритій зверху рубці за що отримала прізвисько «самохідна труна». Випущено 300 одиниць в 1942–1944 роках. 240 САУ брали участь у військових операціях а складі танкової армії «Африка» під командуванням Ромеля. Послужила в свою чергу основою для різних машин на своїй базі.
Semovente 47-32 in Aberdeen.jpg

## Був на озброєнні
- Королівство Італія
- Італія
- Третій Рейх
- СФРЮ